# Cabinet Altmeier IV
Le cabinet Altmeier IV était le gouvernement en fonction dans le Land de Rhénanie-Palatinat (Allemagne) du 19 mai 1959 au 18 mai 1963. Dirigé par Peter Altmeier, il était constitué de l'Union chrétienne-démocrate d'Allemagne (CDU) et du Parti libéral-démocrate (FDP).

## Composition
| Poste                                                      | Ministre | Ministre             | Parti |
| ---------------------------------------------------------- | -------- | -------------------- | ----- |
| Ministre-Président                                         |          | Peter Altmeier       | CDU   |
| Ministre de l'Intérieur et des Affaires sociales           |          | August Wolters       | CDU   |
| Ministre de la Justice                                     |          | Wilhelm Westenberger | CDU   |
| Ministre de l'Économie et des Transports                   |          | Peter Altmeier       | CDU   |
| Ministre de l'Enseignement et de la Culture                |          | Eduard Orth          | CDU   |
| Ministre des Finances et de la Reconstruction              |          | Fritz Glahn          | FDP   |
| Ministre de l'Agriculture, de la Viticulture et des Forêts |          | Oskar Stübinger      | CDU   |